# Benhall
Benhall – wieś w Anglii, w hrabstwie Suffolk, w dystrykcie East Suffolk. Leży 28 km na północny wschód od miasta Ipswich i 135 km na północny wschód od Londynu. W 2001 miejscowość liczyła 545 mieszkańców.